# Xã Cincinnati, Quận Harrison, Iowa
Xã Cincinnati (tiếng Anh: Cincinnati Township) là một xã thuộc quận Harrison, tiểu bang Iowa, Hoa Kỳ. Năm 2010, dân số của xã này là 197 người.